# Istres Contencin
Jules Contencin, né le 26 décembre 1851 à Istres et mort en août 1925 à Rennes, est un peintre français. Il signe ses toiles Istres Contencin.

## Biographie
Jules Contencin étudie d'abord la sculpture à Aix-en-Provence à l'école d'art du musée Granet, puis opte pour le dessin et la peinture. Il s'installe à Paris où il est l'élève de Pierre-Victor Galland et de Jean-Léon Gérôme. Il expose aux différents Salon parisiens.
Il enseigne le dessin à Arcueil, puis à partir de 1880 à l'école des beaux-arts de Rennes. Il épouse le 31 août 1886 Camille Jeanne Desprez de la Ville-Tual, jeune femme de la vieille noblesse bretonne. Ils auront une fille Camille Anne Emma Contencin (1887-1961). La famille de son épouse étant originaire d'Illifaut, il peint de nombreux tableaux inspirés de la vie rurale de cette région. Il abandonne un temps le professorat pour s'occuper du château et de l'exploitation agricole familiale au détriment de sa carrière d'artiste. Il expose dans les Salons de Bretagne et obtient en 1897 une médaille d'or à Alençon et en 1901 une médaille de 2e classe à Brest.

## Œuvres dans les collections publiques

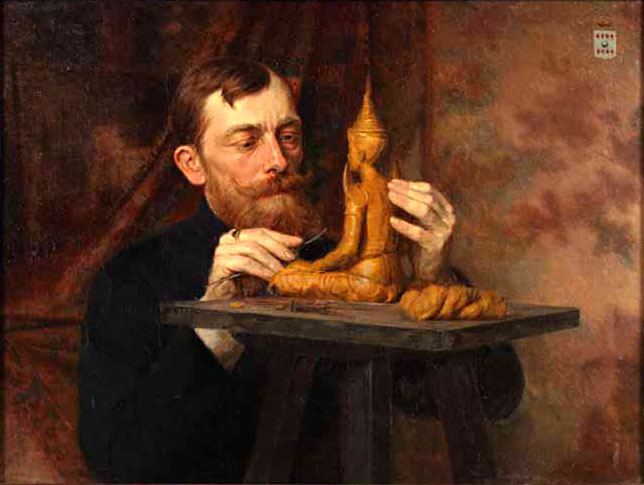
Portrait de Théodore Rivière, huile sur toile, vers 1908.

- Betton, église paroissiale Saint-Martin : peintures du chœur, sept tableaux représentant des scènes de la vie de saint Martin et saint Nicolas[2],[3]
- Illifaut, mairie :
  - La Moisson[4]
  - Autoportrait[5]
  - Battage[6]
- Marseille, Musée des Beaux-Arts : Jeune fille cousant[7]
- Martigues, musée Ziem ;
  - Portrait de la mère de l'artiste
  - Portrait d'Emma Cotencin, sœur de l'artiste
  - Portrait de Madame Contencin, épouse de l'artiste
  - Sommeil innocent
  - Tristesse ou portrait de femme au bouquet de fleurs
  - Rêverie après le bal
  - Portrait de jeune femme
  - Geste pieux
  - Vieux pêcheur breton et les deux Mireille
- Paris, musée des Arts décoratifs : Honneur à Alfred Musset[8]
- Rennes, Musée des beaux-arts : Portrait de Mademoiselle Fedé de Mérignac ou une vieille bretonne[9]